# Christine Chwaszcza
Christine Chwaszcza (* 1962) ist eine deutsche Philosophin und Hochschullehrerin.

## Akademischer Werdegang
Christine Chwaszcza erwarb 1988 den Magister Artium mit der Arbeit „Methodologischer Individualismus in der Politischen Philosophie: Hobbes' Vertragsmodell als Paradigma“. Anschließend war sie von 1990 bis 1994 wissenschaftliche Mitarbeiterin am Lehrstuhl für Politische Theorie und Philosophie des Geschwister-Scholl-Institutes für Politische Wissenschaften der Ludwig-Maximilians-Universität München und wurde 1994 promoviert. Der Titel ihrer Promotionsarbeit lautete „Internationale Kooperation: Perspektiven einer normativen Theorie der Internationalen Beziehungen“. Auf die Promotion folgte 1999 die Habilitation an der Christian-Albrechts-Universität zu Kiel im Fach Philosophie mit der Schrift „Praktische Gründe. Prolegomena zu einer ethischen Anthropologie“.
Zwischen 1994 und 2000 war Chwaszcza wissenschaftliche Assistentin am Lehrstuhl von Wolfgang Kersting des Philosophischen Seminars der Universität Kiel. Sie wurde innerhalb dieses Seminars ab 2000 zur Oberassistentin befördert und hatte diese Position bis 2004 inne. Im Zeitraum von September bis Dezember 2004 war Chwaszcza Visiting Professor am Department of Philosophy der University of California, Los Angeles. Nach Ende des Aufenthalts in Los Angeles arbeitete sie ab 2005 als Full Professor am Chair of Social and Political Theory des European University Institute in Florenz. Seit 2010 ist Chwaszcza Professorin am Philosophischen Seminar der Universität zu Köln.

## Forschungsschwerpunkte
Die Schwerpunkte von Chwaszczas Forschung liegen in den Gebieten der Politischen Philosophie sowie der Moralphilosophie. Im Besonderen beschäftigt sie sich mit Praktischer Rationalität und Normativer Begründung.

## Publikationen (Auswahl)
- Moral Responsibility and Global Justice. A Human Rights Approach, 2. überarbeitete Auflage, Nomos Verlag, Baden-Baden, 2010, ISBN 978-3-8329-5945-6
- Menschenrechte und Staatlichkeit, (Lectiones Inaugurales Bd. 4), Duncker & Humblot, Berlin, 2013, ISBN 978-3-428-14227-9
- Social Agency and Practical Reasons. A Practice Account, Peter Lang, Frankfurt am Main, 2017, ISBN 978-3-631-71986-2